# 松山町車站 (宮城縣)
松山町車站（日语：／ Matsuyamamachi eki */?）是一由東日本旅客鐵道（JR東日本）所經營的鐵路車站，位於日本宮城縣大崎市松山町金谷字赤沼上66號，是東北本線沿線的車站。在站務上鹿島台車站是由小牛田車站管理、委由東北綜合服務（東北総合サービス）經營的業務委託車站，屬於仙台支社的管轄範圍。
松山町車站的站名源於所在地過去的行政區劃、志田郡松山町，但松山町早已於2006年的平成大合併中，與鄰近的幾個行政區合併為今日的大崎市。雖然是過去松山町的主車站，由於松山町車站距離該町的中心地區有段距離使用上並不非常方便，因此在1922年至1928年間車站前曾存在過一條稱為松山人車軌道的接駁鐵路線，連結松山町車站與町中心地帶的松本酒造店前。

## 車站結構
側式月台2面2線的地面車站。起初為2面3線，後來撤去中線。各月台以跨線天橋連接。

### 月台配置
| 月台 | 路線      | 方向 | 目的地             |
| ---- | --------- | ---- | ------------------ |
| 1    | ■東北本線 | 下行 | 小牛田、一之關方向 |
| 2    | ■東北本線 | 上行 | 鹽釜、仙台方向     |

## 相鄰車站
東日本旅客鐵道
■東北本線
鹿島台－松山町－小牛田

## 外部連結
- （日語）松山町車站（JR東日本） （页面存档备份，存于）